# Lydia Alfonsi
Pour les articles homonymes, voir Alfonsi.
Lydia Alfonsi, nom de scène de Lidia Alfonsi, née à Parme le 28 avril 1928 et morte le 21 septembre 2022 dans la même ville, est une actrice italienne.

## Biographie
Lydia Alfonsi est née à Parme. Elle interrompt ses études de comptabilité afin de poursuivre une carrière au théâtre. En 1946, elle remporte un concours national de théâtre amateur et est remarquée par l'un des jurés, le réalisateur Anton Giulio Bragaglia, qui l'engage dans sa société en phase de démarrage. Très vite, elle se voit confier des rôles principaux dans des œuvres dramatiques et classiques, dont de nombreuses tragédies grecques.
En 1957, elle fait ses débuts au cinéma. En 1960, elle entame une relation professionnelle et sentimentale avec le réalisateur de la télévision Giacomo Vaccari (it) qui la met en vedette dans plusieurs séries de télévision à la RAI. Cette relation dure jusqu’à la mort de Vaccari dans un accident de voiture en 1963.
À partir du milieu des années 1970, Lydia Alfonsi fait des apparitions sporadiques, comme en 1988 avec la série de télévision Una lepre con la faccia da bambina, en 1990 dans le film Portes ouvertes de Gianni Amelio et en 1997 dans La vie est belle de Roberto Benigni.

## Décoration
- Grand officier de l'ordre du Mérite de la République italienne (2012)[3].

## Filmographie

### Cinéma
- 1957 : Désir diabolique (Susana y yo) d'Enrique Cahen Salaberry : Julia
- 1957 : Manos sucias de José Antonio de la Loma et Marcello Baldi : Pilar
- 1958 : Les Travaux d'Hercule (Le fatiche di Ercole) de Pietro Francisci : La sybil
- 1959 : La Loi (La legge) de Jules Dassin : Giuseppina
- 1960 : Les Dauphins (I delfini) de Francesco Maselli : la jeune actrice
- 1960 : Capitaine Morgan (Morgan il pirata) d'André de Toth et Primo Zeglio : Dona Maria
- 1961 : La Guerre de Troie (La guerra di Troia) de Giorgio Ferroni : Cassandra
- 1962 : Un homme à brûler (Un uomo da bruciare) des frères Taviani et Valentino Orsini : Francesca
- 1963 : Noche de verano de Jorge Grau : Carmen
- 1963 : Les Trois Visages de la peur (I tre volti della paura) de Mario Bava : Mary
- 1967 : La notte pazza del conigliccio d'Alfredo Angeli : Erika
- 1967 : Le Dernier Face à face (Faccia a faccia) de Sergio Sollima : Belle de Winton
- 1969 : Liebesvögel de Mario Caiano : Conny
- 1969 : L'amore è come il sole de Carlo Lombardi : Ursula
- 1973 : La padrina de Giuseppe Vari : Costanza Cavallo
- 1990 : Portes ouvertes (Porte aperte) de Gianni Amelio : Marchesa Anna Pironti
- 1992 : Trittico di Antonello de Francesco Crescimone : Saveria
- 1997 : La vie est belle de Roberto Benigni : Guicciardini

### Télévision
- 1957 : Jane Eyre (série TV) : Blanche Ingram
- 1959-1960 : Giallo club - Invito al poliziesco (série TV) : Gracie Kerry / Diana
- 1960 : La pisana (série TV) : Pisana
- 1964 : Mastro Don Gesualdo (série TV) : Donna Bianca Trao
- 1964 : Vita di Michelangelo (série TV) : Vittoria Colonna
- 1966 : La nemica (téléfilm) : Marta Regnault
- 1966 : Luisa Sanfelice (série TV) : Luisa Sanfelice
- 1966 : Le inchieste del commissario Maigret (série TV) : Signora Couchet
- 1968 : Processo a Gesu (téléfilm) : Sara
- 1969 : Il segreto di Luca (série TV) : Ortensia
- 1972 : Il lutto si addice ad Elettra (téléfilm) : Lavinia Mannon
- 1988 : Una lepre con la faccia di bambina (téléfilm) : Mère Sara
- 1992 : Der Bergdoktor (série TV) : Maria Spreti